# Stazione di Quarto di Marano
Stazione di Quarto di Marano vasútállomás Olaszországban, Quarto településen.

## Vasútvonalak
Az állomást az alábbi vasútvonalak érintik:
- Villa Literno-Nápoly-vasútvonal

## Kapcsolódó állomások
A vasútállomáshoz az alábbi állomások vannak a legközelebb:
- Stazione di Giugliano-Qualiano (Villa Literno-Nápoly-vasútvonal)
- Via Campana railway halt (Villa Literno-Nápoly-vasútvonal)